# Politg
Politg es una entidad de población española del municipio de la Baronía de Rialp, perteneciente a la provincia de Lérida, en la comunidad autónoma de Cataluña.

## Historia
A mediados del siglo XIX, el lugar tenía contabilizadas 2 casas reunidas junto a la iglesia parroquial, además de otras viviendas dispersas. Aparece descrito en el decimotercer volumen del Diccionario geográfico-estadístico-histórico de España y sus posesiones de Ultramar de Pascual Madoz de la siguiente manera:

POLITGÓ LA TORRE: parr. de la prov. de Lérida, part. jud. de Solsona, térm. jurisd. de Riaup. Compónese de diferentes casas esparcidas por el térm., y una igl. parr., que con la casa rectoral y una particular son las únicas que estan reunidas; para el servicio de dicha igl. hay un cura párroco de nombramiento del diocesano de Seo de Urgel (V. Riaup baronía de).
(Madoz, 1849, p. 107)

En 2023 la entidad singular de población de Politg, perteneciente al municipio de la Baronía de Rialp, tenía empadronados 17 habitantes, y el núcleo de población 13 habitantes.